# Reptile Database
Reptile Database je vědecká databáze zabývající se taxonomií žijících druhů plazů. Databáze se zaměřuje na jednotlivé druhy a její záznamy zahrnují více než 13 000 uznávaných žijících druhů.[zdroj?] Záznamy databáze obsahují vědecká a obecná jména druhů, jejich synonyma, odkazy na literaturu, informace o jejich výskytu, etymologii a ostatní relevantní taxonomické informace.

## Historie
Databáze byla založena v roce 1995 pod názvem EMBL Reptile Database. Její zakladatel Peter Uetz byl tehdy doktorandem v European Molecular Biology Laboratory (EMBL) v německém Heidelbergu. Zde Thure Etzold vyvinul první webové rozhraní pro EMBL DNA sequence database, které bylo využito rovněž jako rozhraní pro Reptile Database. V roce 2006 databázi převzal The Institute of Genomic Research (TIGR) a krátce byla provozována pod názevem TIGR Reptile Database. Od roku 2010 je databáze spravována na serverech v České republice pod supervizí Petera Uetze a Jiřího Hoška, českého programátora.